# Barkarö
Barkarö è un'area urbana della Svezia situata nel comune di Västerås, contea di Västmanland.
La popolazione rilevata nel censimento 2010 era di 1 163 abitanti.